# ファファ・ピコー
ファファ・ピコー（Fafà Picault、1991年2月23日 - ）は、アメリカ合衆国出身の元同国代表、現ハイチ代表のプロサッカー選手。ナッシュビルSC所属。ポジションはFW。

## クラブ経歴
カリアリ・カルチョの下部組織で育成されたが、トップチームには昇格できなかった。
その後アメリカに帰国し、2012年にタンパベイ・ローディーズに加入。5月19日、アトランタ・シルバーバックス戦でプロデビューを果たした。2012年シーズン終了をもってローディーズを退団。
しばらく無所属の状態が続いていたが、2014年シーズン開幕前にフォートローダーデール・ストライカーズに加入した。
2015年1月、ACスパルタ・プラハに移籍。しかし出場機会は全くなく、6月17日に退団。
2015年9月、FCザンクトパウリに延長オプション付きの単年契約で加入。
2017年2月、アメリカに帰国しフィラデルフィア・ユニオンに加入。
2019年11月、30万ドルでの金銭トレードでFCダラスに移籍。
2022年11月9日、ナッシュビルSCに移籍した。

## 代表歴
2014年9月9日、ハイチ代表に初召集された。
その後、アメリカ合衆国代表への鞍替えを決断。2016年5月、プエルトリコ代表戦でアメリカ合衆国代表デビュー。

## 人物
両親が共にハイチからの移民のため、ハイチのパスポートも所有している。